# Athetis ocellata
Athetis ocellata är en fjärilsart som beskrevs av Antonius Johannes Theodorus Janse 1940. Athetis ocellata ingår i släktet Athetis och familjen nattflyn. Inga underarter finns listade i Catalogue of Life.